# Улица Воронцовские Пруды
У́лица Воронцо́вские Пруды́ (до 12 июня 1984 года — проекти́руемый прое́зд № 5034) — улица в Юго-Западном административном округе города Москвы на территории Обручевского района. Улица проходит между улицей Новаторов и улицей Архитектора Власова. Нумерация домов начинается со стороны улицы Архитектора Власова.

## История
Улица получила своё название по расположенными вблизи Воронцовским прудам (каскад из пяти прудов на истоках реки Раменки) в парковой усадьбе «Воронцово». До 12 июня 1984 года называлась проекти́руемый прое́зд № 5034.

## Расположение
Улица проходит от улицы Архитектора Власова на запад, с юго-запада к ней примыкает улица Академика Челомея, улица Воронцовские Пруды поворачивает на северо-запад, огибая Воронцовский парк, и проходит до улицы Новаторов. Нумерация домов начинается от улицы Архитектора Власова.

## Примечательные здания и сооружения
По нечётной стороне:
- д. 3 — жилой комплекс «Воронцово»;
- д. 5 — место массового убийства в 1995 году.

## Транспорт

### Метро
- Станция метро «Новые Черёмушки» Калужско-Рижской линии — северо-восточнее улицы, на пересечении Профсоюзной улицы и улицы Гарибальди
- Станции метро «Калужская» Калужско-Рижской линии и «Воронцовская» Большой кольцевой линии (соединены переходом) — юго-восточнее улицы, на пересечении Профсоюзной улицы и улицы Обручева
- Станции метро «Новаторская» и «Новаторская» Большой кольцевой и Троицкой линий (соединены переходом) — чуть западнее улицы, на пересечении Ленинского проспекта и улицы Новаторов

### Автобус
- 111: от улицы Архитектора Власова до улицы Новаторов
- 172: от улицы Архитектора Власова до улицы Академика Челомея